# Гозлен I де Динан
Гозлен I (фр. Josselin Ier; около 1000 — около 1050) — представитель дома де Динан, первый сеньор де Динан, сын Хамона I, виконта де Динан и Роантелины, дочери Риваллона I, сеньора де Доль.

## Биография

### Правление
Дата рождения Гозлена неизвестна, скорее всего он родился между 1000 и 1012 годами. Вероятно, родители Гозлена I - Хамон I и Роантелина умерли после 1030 года.
Хамон разделил свои владения между сыновьями. Первый из них, Хамон II, стал виконтом Але, которое также входило в состав владений его отца. Другой сын Хамона I, Жюнгоний в 1030 году стал епископом Дольской епархии. В разделе остальных владений принимали участие два других сына Хамона — Гозлен I и Риваллон II. Гозлену досталась часть виконтства отца, ставшая называться сеньорией Динан, а Риваллон унаследовал владения матери, вероятно уже скончавшейся, включая сеньорию Доль.
Как и другие его братья, упоминается в записях аббатства Редон в 1029/1037 году. Других упоминаний о Гозлене во время его правления не сохранилось. Он был женат на дочери виконта Леона Морвана Оргуен, от которой, предположительно, имел одного сына Оливье I.
Существование Оливье подтверждено на основе современных исследований; в исторических источниках упоминаний о нем не сохранилось. Жоффруа I не мог быть сыном Гозлена; предположительно он был сыном Оливье.

### Брак и дети
Жена: Оргуен, дочь Морвана (ум. после 1030/1031), виконта Леона. Дети:
- Оливье I (ок. 1040 — ок. 1112), сеньор де Динан

А также возможно:
- Риваллон[1] (1070 — после 1120), сеньор де Ланваллей
- Жоффруа, соратник Вильгельма I Завоевателя